# 辛辛那提 (印第安納州)
辛辛那提（英語：Cincinnati）是位於美國印地安納州格林縣的一個非建制地區。該地的面積和人口皆未知。